# Saison 2014 de l'équipe cycliste Movistar

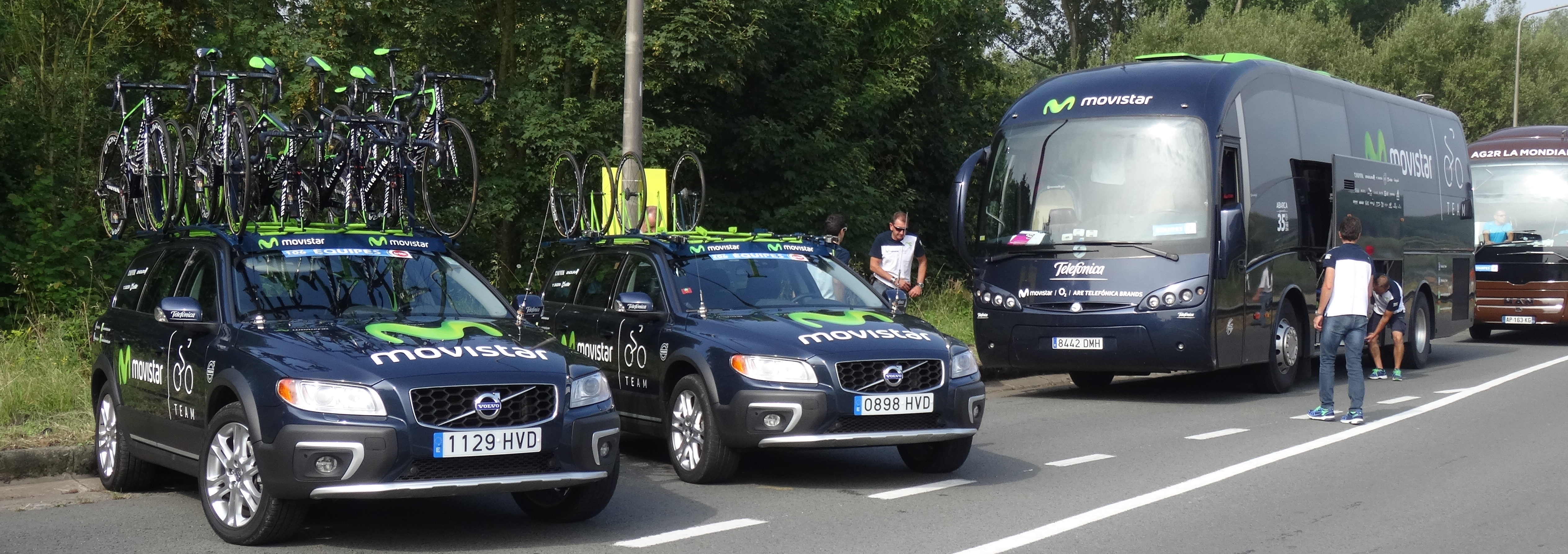
Deux voitures et le bus de l'équipe lors de la 2e étape du Tour de Wallonie 2014.

La saison 2014 de l'équipe cycliste Movistar est la trente-cinquième de cette équipe.

## Préparation de la saison 2014

### Sponsors et financement de l'équipe
Depuis 2011, le sponsor principal de l'équipe est l'opérateur téléphonique Movistar. À l'issue de cette année 2013, l'engagement de cette équipe est prolongé jusqu'en 2016. Canyon est le fournisseur de cycles de l'équipe depuis cette saison. Endura est le nouveau fournisseur de vêtements et d'accessoires. Cette entreprise s'est engagée pour trois ans. Le budget de l'équipe pour l'année 2014 est de 8 millions d'euros.

### Arrivées et départs
| Arrivées         | Équipe 2013       |
| ---------------- | ----------------- |
| Igor Antón       | Euskaltel Euskadi |
| John Gadret      | AG2R La Mondiale  |
| Gorka Izagirre   | Euskaltel Euskadi |
| Ion Izagirre     | Euskaltel Euskadi |
| Juan José Lobato | Euskaltel Euskadi |
| Adriano Malori   | Lampre-Merida     |
| Dayer Quintana   | Lizarte           |
| Jasha Sütterlin  | Thüringer Energie |

| Départs          | Équipe 2014            |
| ---------------- | ---------------------- |
| Juan José Cobo   | Torku Şekerspor        |
| Rui Costa        | Lampre-Merida          |
| Vladimir Karpets | Retraite               |
| Ángel Madrazo    | Caja Rural-Seguros RGA |
| Argiro Ospina    | Coldeportes-Claro      |
| Eloy Teruel      | Jamis-Hagens Berman    |

## Coureurs et encadrement technique

### Effectif

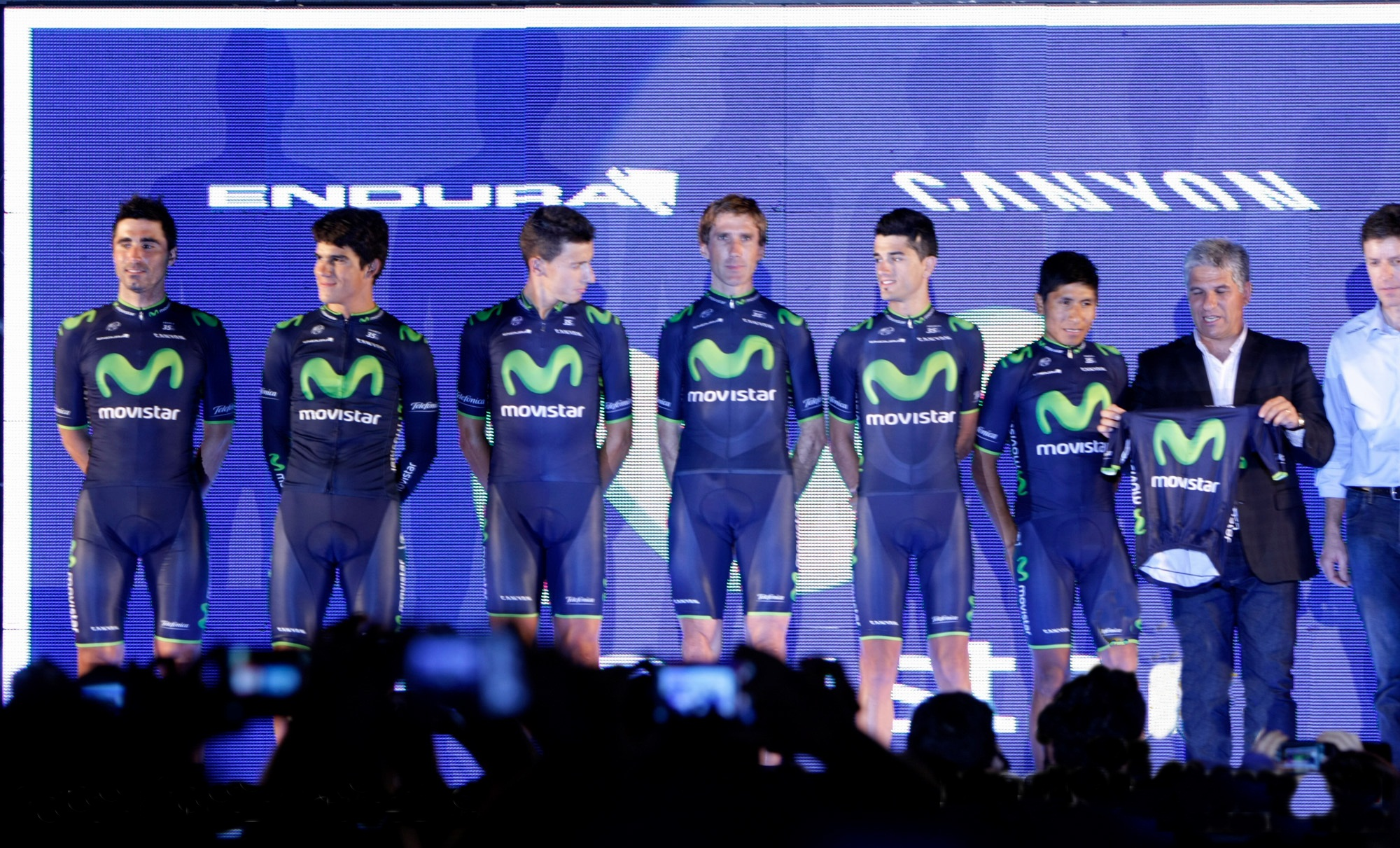
Francisco Ventoso, Andrey Amador, Adriano Malori, Pablo Lastras, Beñat Intxausti, Nairo Quintana, Eusebio Unzué et José Luis Jaimerena lors du Tour de San Luis 2014.

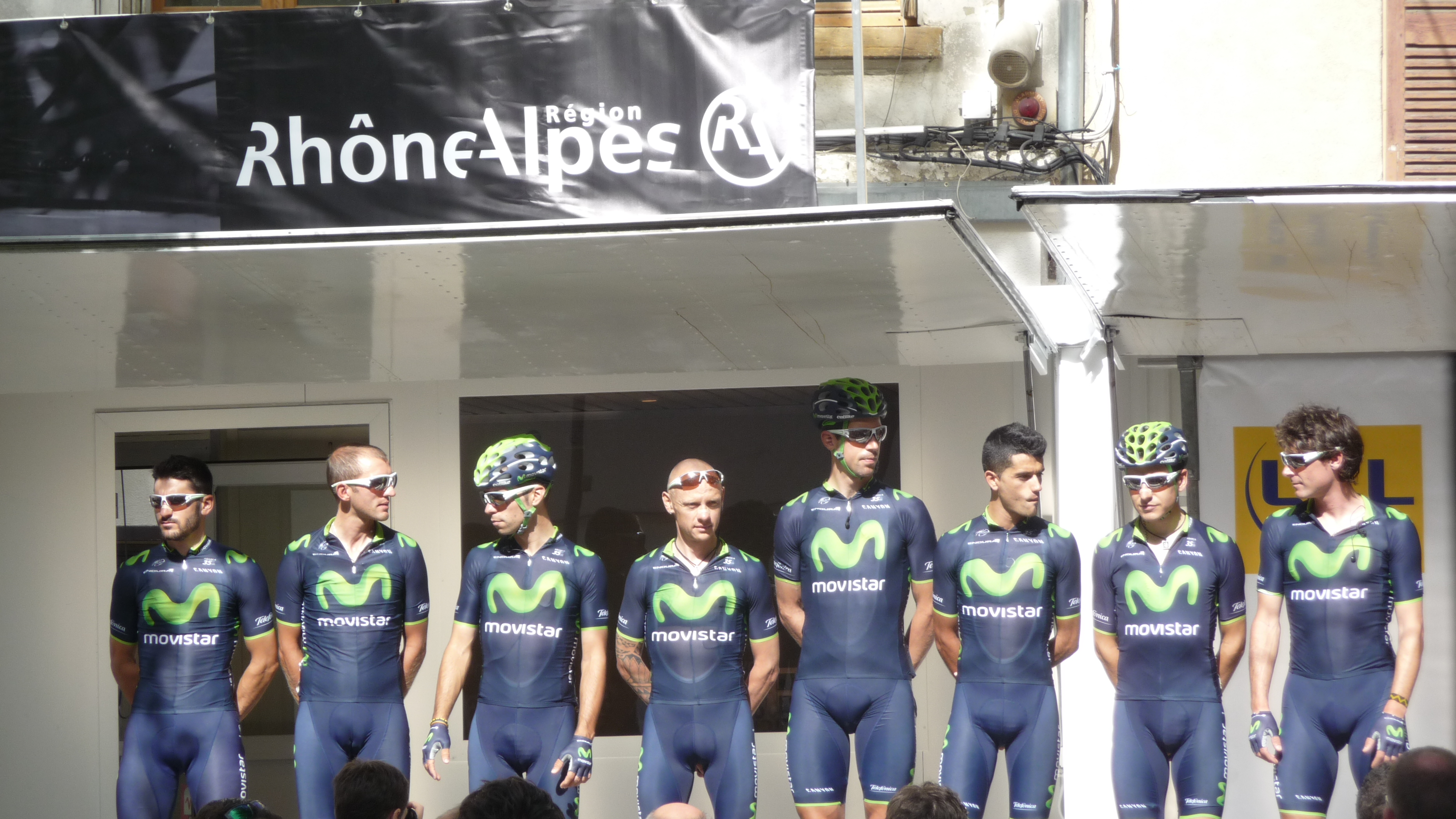
L'équipe lors du Critérium du Dauphiné 2014.

| Cycliste             | Date de naissance | Nationalité | Équipe 2013       |
| -------------------- | ----------------- | ----------- | ----------------- |
| Andrey Amador        | 29 août 1986      | Costa Rica  | Movistar          |
| Igor Antón           | 2 mars 1983       | Espagne     | Euskaltel Euskadi |
| Eros Capecchi        | 13 juin 1986      | Italie      | Movistar          |
| Jonathan Castroviejo | 27 avril 1987     | Espagne     | Movistar          |
| Alex Dowsett         | 3 octobre 1988    | Royaume-Uni | Movistar          |
| Imanol Erviti        | 15 novembre 1983  | Espagne     | Movistar          |
| John Gadret          | 22 avril 1979     | France      | AG2R La Mondiale  |
| José Iván Gutiérrez  | 27 novembre 1978  | Espagne     | Movistar          |
| Jesús Herrada        | 26 juillet 1990   | Espagne     | Movistar          |
| José Herrada         | 1er octobre 1985  | Espagne     | Movistar          |
| Beñat Intxausti      | 20 mars 1986      | Espagne     | Movistar          |
| Gorka Izagirre       | 7 octobre 1987    | Espagne     | Euskaltel Euskadi |
| Ion Izagirre         | 4 février 1989    | Espagne     | Euskaltel Euskadi |
| Pablo Lastras        | 20 janvier 1976   | Espagne     | Movistar          |
| Juan José Lobato     | 30 décembre 1988  | Espagne     | Euskaltel Euskadi |
| Adriano Malori       | 28 janvier 1988   | Italie      | Lampre-Merida     |
| Javier Moreno        | 18 juillet 1984   | Espagne     | Movistar          |
| Rubén Plaza          | 29 février 1980   | Espagne     | Movistar          |
| Dayer Quintana       | 30 août 1992      | Colombie    | Lizarte           |
| Nairo Quintana       | 4 février 1990    | Colombie    | Movistar          |
| José Joaquín Rojas   | 8 juin 1985       | Espagne     | Movistar          |
| Enrique Sanz         | 11 septembre 1989 | Espagne     | Movistar          |
| Jasha Sütterlin      | 4 novembre 1992   | Allemagne   | Thüringer Energie |
| Sylwester Szmyd      | 2 mars 1978       | Pologne     | Movistar          |
| Alejandro Valverde   | 25 avril 1980     | Espagne     | Movistar          |
| Francisco Ventoso    | 6 mai 1982        | Espagne     | Movistar          |
| Giovanni Visconti    | 13 janvier 1983   | Italie      | Movistar          |

Portraits
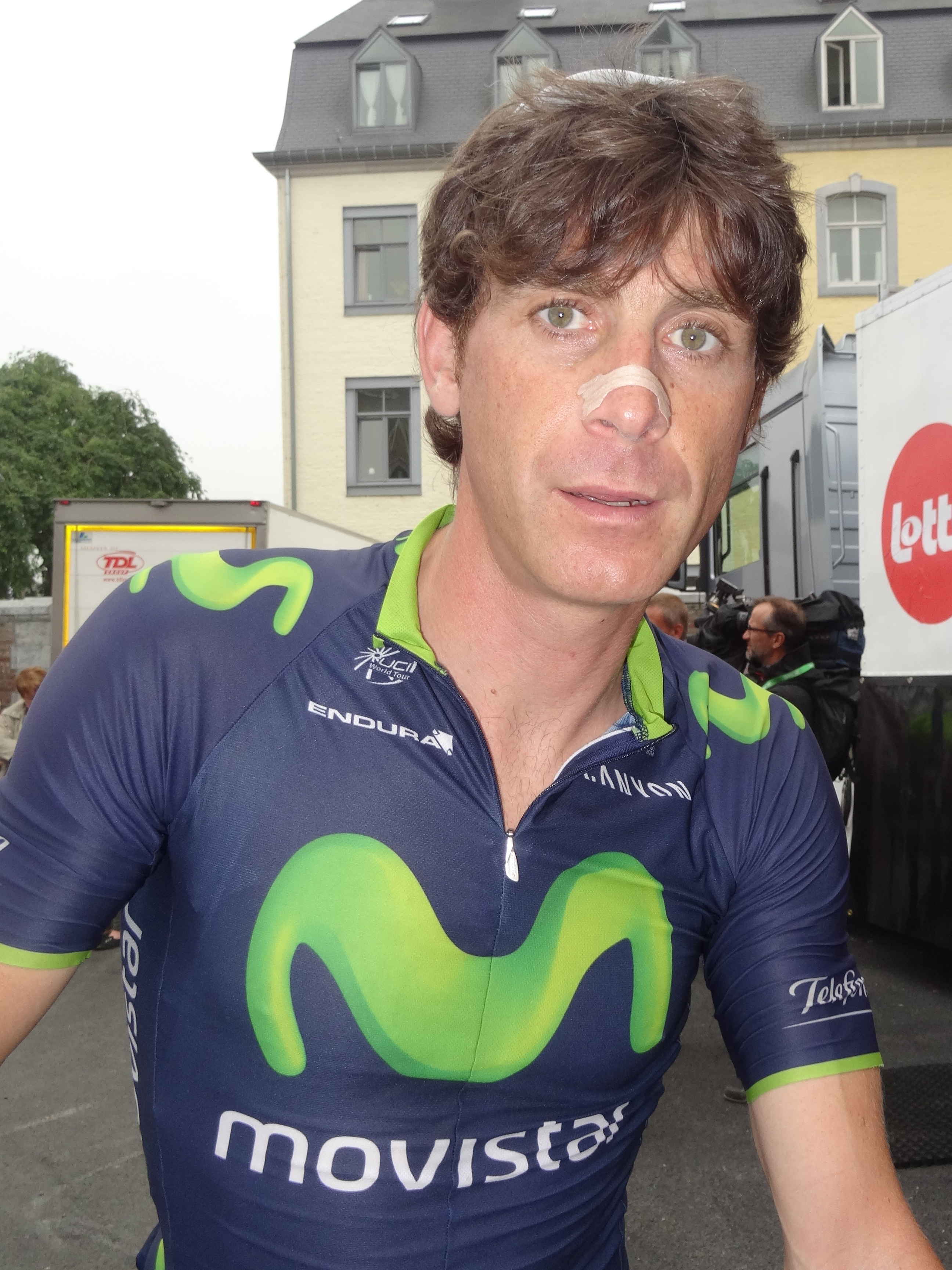
José Iván Gutiérrez.
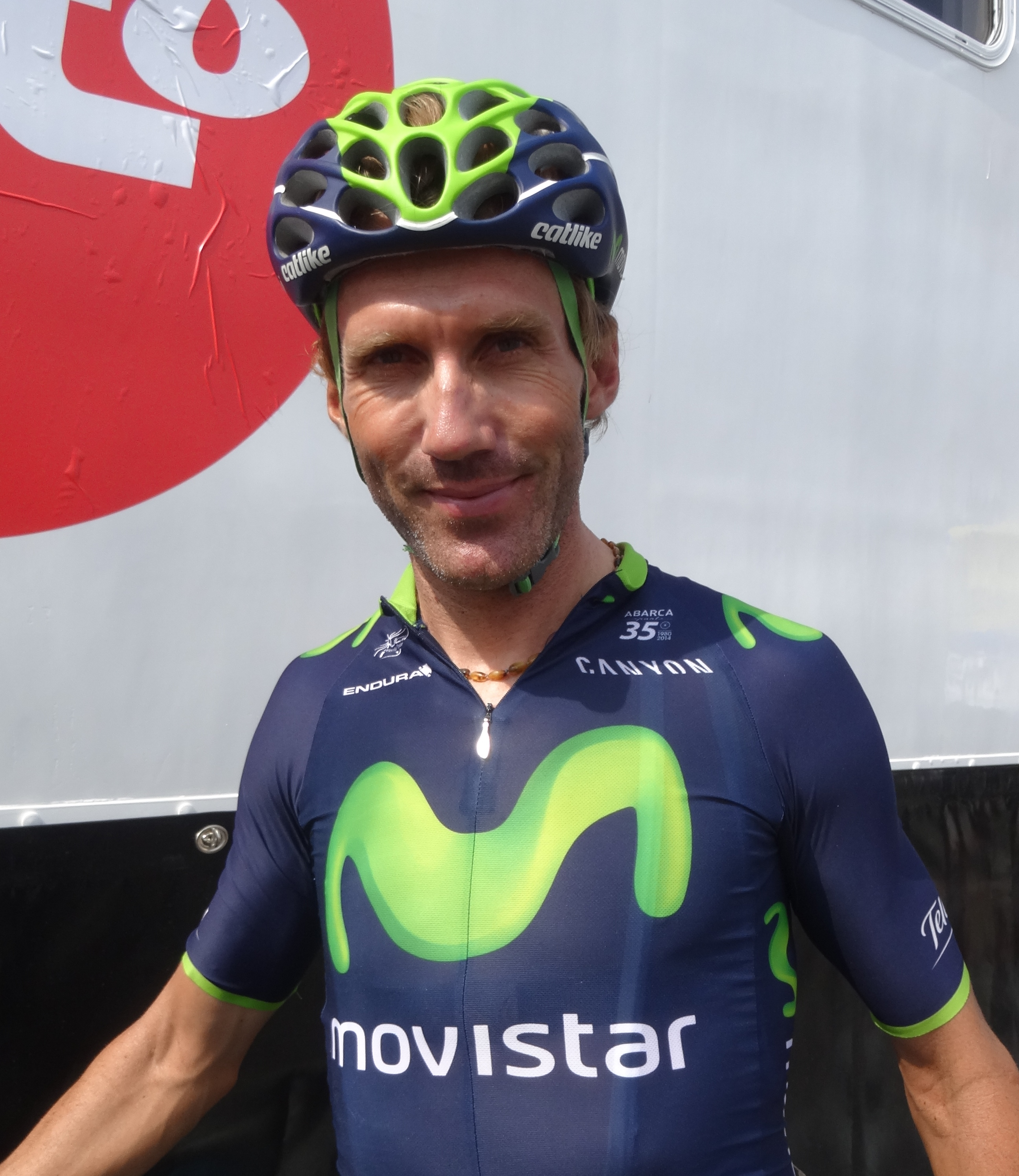
Pablo Lastras.
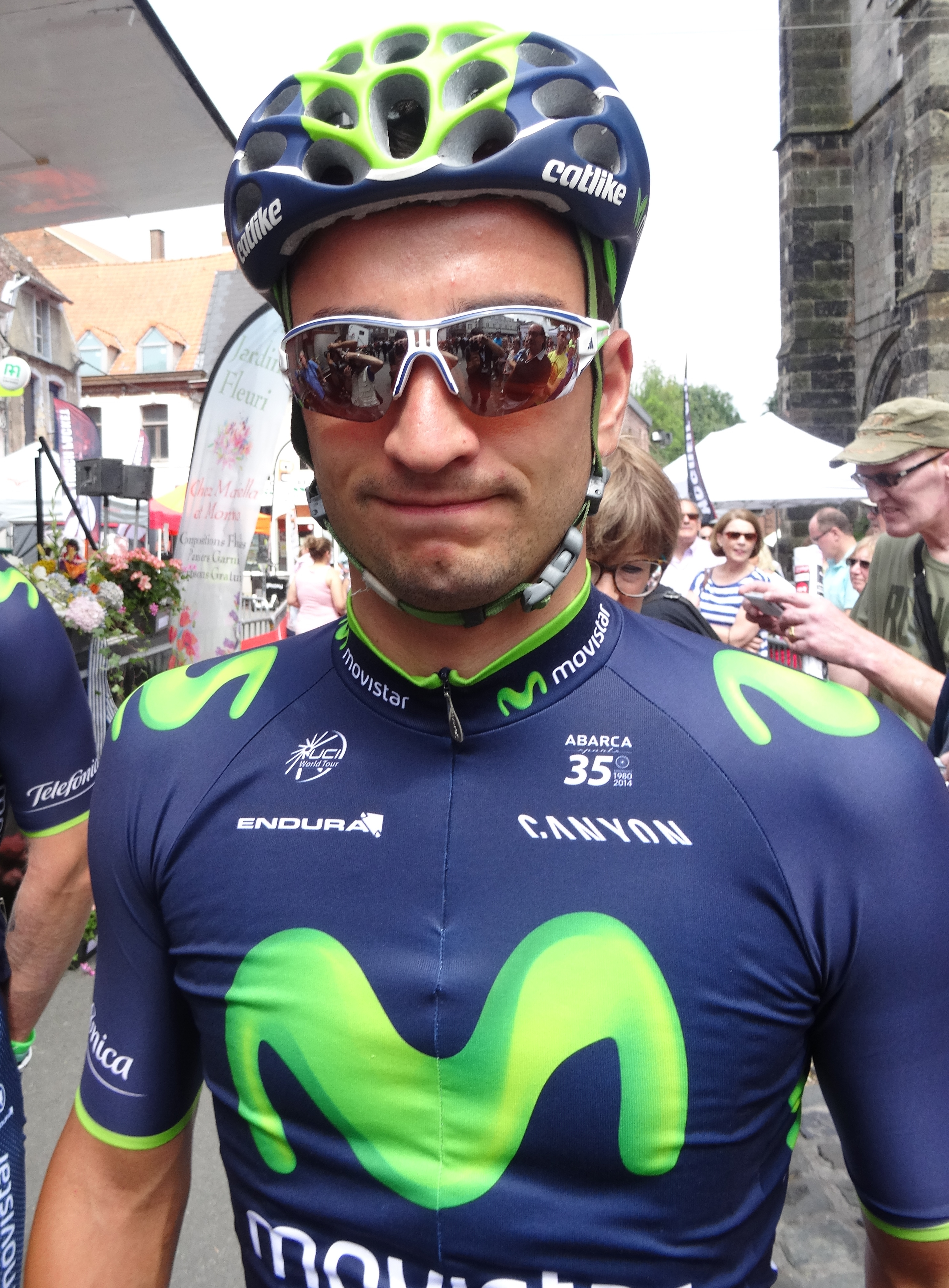
Juan José Lobato.
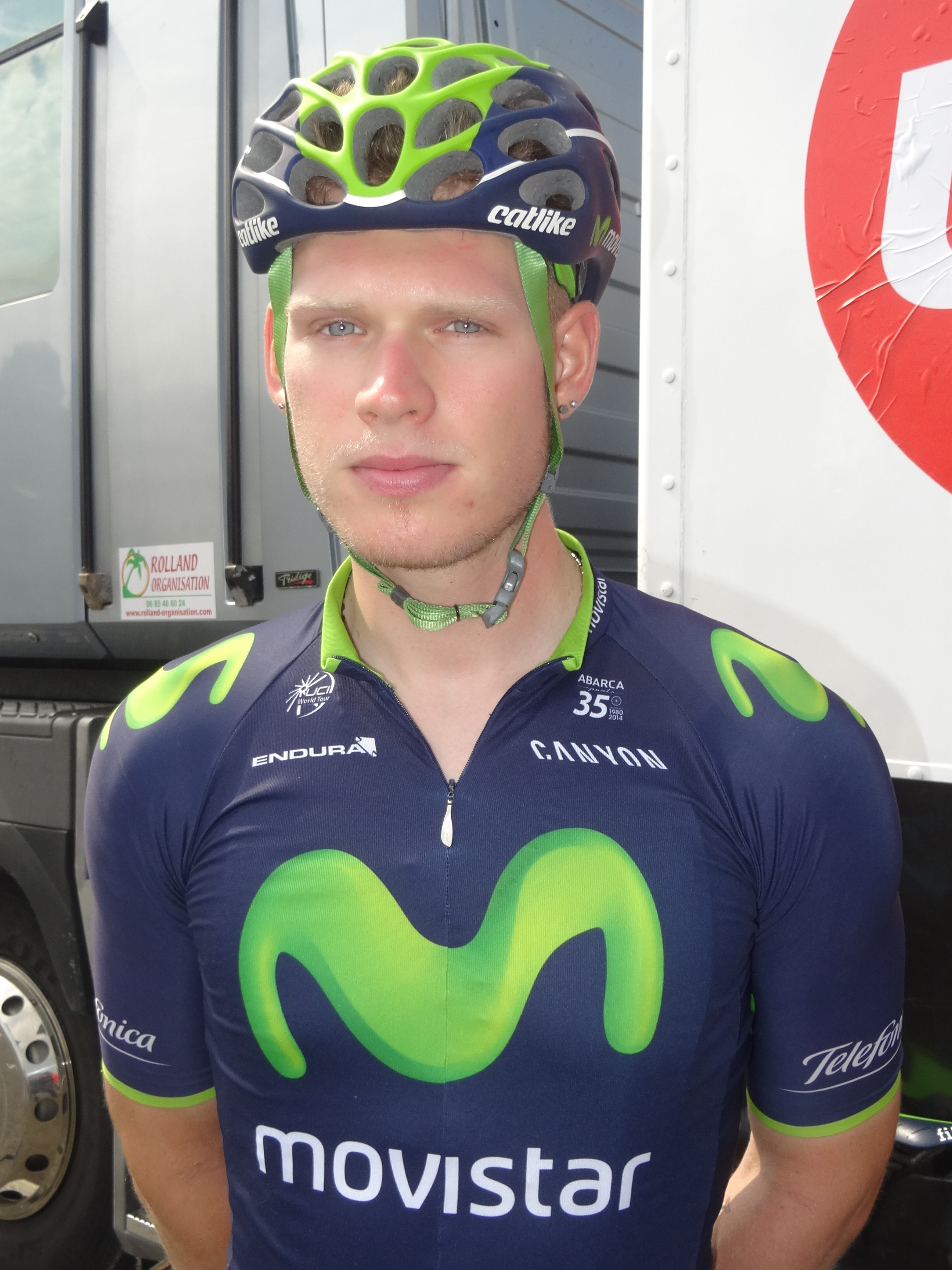
Jasha Sütterlin.

### Encadrement
Depuis le départ de José Miguel Echavarri en 2007, l'équipe Movistar est dirigée par Eusebio Unzue, directeur sportif de l'équipe (successivement nommée Reynolds, Banesto, ibanesto.com, Illes Balears et Caisse d'épargne) depuis 1984. Les directeurs sportifs de l'équipe sont José Luis Jaimerena, José Luis Arrieta, Alfonso Galilea, José Vicente García Acosta et José Luis Laguía.

## Bilan de la saison

### Victoires

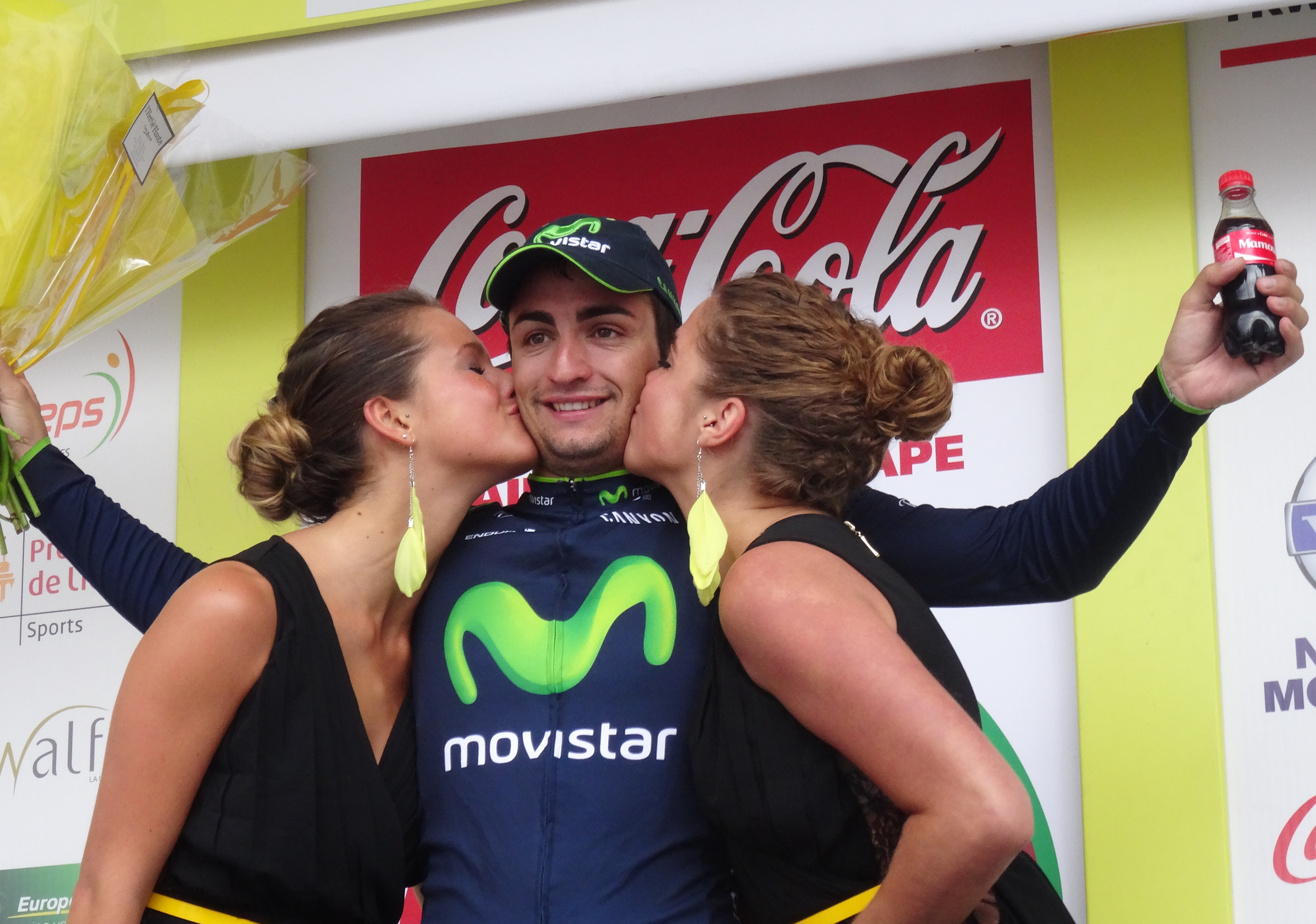
Juan José Lobato, vainqueur de la 3e étape du Tour de Wallonie 2014.

| Date       | Course                                    | Pays      | Classe | Vainqueur          |
| ---------- | ----------------------------------------- | --------- | ------ | ------------------ |
| 23/01/2014 | 4e étape du Tour de San Luis              | Argentine | 2.1    | Nairo Quintana     |
| 24/01/2014 | 5e étape du Tour de San Luis              | Argentine | 2.1    | Adriano Malori     |
| 26/01/2014 | Classement général du Tour de San Luis    | Argentine | 2.1    | Nairo Quintana     |
| 19/02/2014 | Prologue du Tour d'Andalousie             | Espagne   | 2.1    | Alejandro Valverde |
| 20/02/2014 | 1re étape du Tour d'Andalousie            | Espagne   | 2.1    | Alejandro Valverde |
| 21/02/2014 | 2e étape du Tour d'Andalousie             | Espagne   | 2.1    | Alejandro Valverde |
| 23/02/2014 | Classement général du Tour d'Andalousie   | Espagne   | 2.1    | Alejandro Valverde |
| 01/03/2014 | Tour de Murcie                            | Espagne   | 1.1    | Alejandro Valverde |
| 09/03/2014 | Roma Maxima                               | Italie    | 1.1    | Alejandro Valverde |
| 18/03/2014 | 7e étape de Tirreno-Adriatico             | Italie    | WT     | Adriano Malori     |
| 05/04/2014 | Grand Prix Miguel Indurain                | Espagne   | 1.1    | Alejandro Valverde |
| 09/04/2014 | 2eb étape du Circuit de la Sarthe         | France    | 2.1    | Alex Dowsett       |
| 23/04/2014 | Flèche wallonne                           | Belgique  | WT     | Alejandro Valverde |
| 16/05/2014 | 1re étape du Tour de Castille-et-León     | Espagne   | 2.1    | José Joaquín Rojas |
| 27/05/2014 | 16e étape du Tour d'Italie                | Italie    | WT     | Nairo Quintana     |
| 30/05/2014 | 19e étape du Tour d'Italie                | Italie    | WT     | Nairo Quintana     |
| 01/06/2014 | Classement général du Tour d'Italie       | Italie    | WT     | Nairo Quintana     |
| 20/06/2014 | 1re étape de la Route du Sud              | France    | 2.1    | Jesús Herrada      |
| 22/06/2014 | 3e étape de la Route du Sud               | France    | 2.1    | Adriano Malori     |
| 27/06/2014 | Championnat d'Espagne du contre-la-montre | Espagne   | CN     | Alejandro Valverde |
| 29/06/2014 | Championnat d'Espagne sur route           | Espagne   | CN     | Ion Izagirre       |
| 29/06/2014 | Championnat d'Italie du contre-la-montre  | Italie    | CN     | Adriano Malori     |
| 08/07/2014 | 3e étape du Tour d'Autriche               | Autriche  | 2.HC   | Dayer Quintana     |
| 25/07/2014 | Classique d'Ordizia                       | Espagne   | 1.1    | Gorka Izagirre     |
| 28/07/2014 | 3e étape du Tour de Wallonie              | Belgique  | 2.HC   | Juan José Lobato   |
| 02/08/2014 | Classique de Saint-Sébastien              | Espagne   | WT     | Alejandro Valverde |
| 13/08/2014 | 1re étape du Tour de Burgos               | Espagne   | 2.HC   | Juan José Lobato   |
| 15/08/2014 | 3e étape du Tour de Burgos                | Espagne   | 2.HC   | Nairo Quintana     |
| 17/08/2014 | Classement général du Tour de Burgos      | Espagne   | 2.HC   | Nairo Quintana     |
| 23/08/2014 | 1re étape du Tour d'Espagne               | Espagne   | WT     | Movistar           |
| 28/08/2014 | 6e étape du Tour d'Espagne                | Espagne   | WT     | Alejandro Valverde |
| 29/08/2014 | 5e étape du Tour du Poitou-Charentes      | France    | 2.1    | Jesús Herrada      |
| 14/08/2014 | 21e étape du Tour d'Espagne               | Espagne   | WT     | Adriano Malori     |

### Résultats sur les courses majeures
Les tableaux suivants représentent les résultats de l'équipe dans les principales courses du calendrier international (les cinq classiques majeures et les trois grands tours). Pour chaque épreuve est indiqué le meilleur coureur de l'équipe, son classement ainsi que les accessits glanés par Movistar sur les courses de trois semaines.

#### Classiques
| Classique            | Milan-San Remo        | Tour des Flandres   | Paris-Roubaix           | Liège-Bastogne-Liège    | Tour de Lombardie       |
| -------------------- | --------------------- | ------------------- | ----------------------- | ----------------------- | ----------------------- |
| Coureur (classement) | Juan José Lobato (4e) | Andrey Amador (33e) | Francisco Ventoso (54e) | Alejandro Valverde (2e) | Alejandro Valverde (2e) |

#### Grands tours
| Grand tour           | Tour d'Italie                                                                             | Tour de France          | Tour d'Espagne                                                                            |
| -------------------- | ----------------------------------------------------------------------------------------- | ----------------------- | ----------------------------------------------------------------------------------------- |
| Coureur (classement) | Nairo Quintana (1er)                                                                      | Alejandro Valverde (4e) | Alejandro Valverde (3e)                                                                   |
| Accessits            | 2 victoires d'étapes, classement général et classement du meilleur jeune (Nairo Quintana) | -                       | 3 victoires d'étapes (contre-la-montre par équipes, Alejandro Valverde et Adriano Malori) |

### Classement UCI
L'équipe Movistar termine à la première place du World Tour avec 1 440 points. Ce total est obtenu par l'addition des 110 points amenés par la 6e place du championnat du monde du contre-la-montre par équipes et des points des cinq meilleurs coureurs de l'équipe au classement individuel que sont Alejandro Valverde, 1er avec 686 points, Nairo Quintana, 6e avec 346 points, Beñat Intxausti, 44e avec 119 points, Ion Izagirre, 49e avec 105 points, et Juan José Lobato, 69e avec 74 points,.
| Rang | Coureur            | Points |
| ---- | ------------------ | ------ |
| 1    | Alejandro Valverde | 686    |
| 6    | Nairo Quintana     | 346    |
| 44   | Beñat Intxausti    | 119    |
| 49   | Ion Izagirre       | 105    |
| 69   | Juan José Lobato   | 74     |
| 75   | José Joaquín Rojas | 69     |
| 91   | Andrey Amador      | 40     |
| 104  | Adriano Malori     | 26     |
| 116  | Giovanni Visconti  | 16     |
| 126  | Jesús Herrada      | 14     |
| 157  | John Gadret        | 6      |
| 170  | Eros Capecchi      | 5      |
| 181  | Imanol Erviti      | 4      |
| 211  | Javier Moreno      | 2      |
| 219  | Gorka Izagirre     | 1      |